# Дромихет
Дромихет (грч. "Δρομιχαιτης") је око 300. п. н. е. био владар гетских племена на обе стране доњег тока Дунава (територија данашња Румуније и Бугарске). Антички извори наводе како је владао из престолнице зване Хелис, која се традиционално смешта у Влашку низију.
Антички извори наводе како је године 292. п. н. е. поразио и заробио Лизимаха, дијадоха који је владао Тракијом и покушао освојити Дромихетову земљу. Дромихет је свом заробљенику приредио раскошну гозбу на којој му је сервирано златно и сребрно посуђе, док су Гети користили само дрвено. Дромихет је на питање зашто, одговорио како је његова земља сиромашна, те да жели показати како је нема смисла освајати. Лизимах је, импресиониран тиме, пристао с Дромихетом склопити савез и дати му руку његове кћери.